# تجلابين
تجلابين  هي بلدية بولاية بومرداس الجزائرية، قريبة من شاطئ البحر يقطنها 27000 الف نسمة وهي بلدة هادئة تعيش على  السياحة وزراعة الزيتون.و مشهورة بسوق السيارات الوطني
يحدها من الشمال بلدية بومرداس ومن الشرق بلدية الثنية وبني عمران ومن جهة الجنوب بلدية قدارة وغربا بلدية قورصو. يبلغ عدد سكان بلدية تيجلابين حوالي 27ألف نسمة وتقدر مساحتها بحوالي 40 كم مربع.
اشتهرت بلدية تيجلابين بسوقها الأسبوعي المخصص لبيع السيارات وهو واحد من أهم المداخيل التي تستفيد منها البلدبة إضافة إلى بعض المصانع الموجودة على رقعتهامثل مصنع الأعمدة الكهربائية ومصنع البطاريات وكذا مصنع البوليستير
يوجد في بلدية تيجلابين عدد كبير من الاحياء حي الكومين حي عدل - حي 210 مسكن - حي النوارس- حي سوطراوي - حي سوناطراك و المداشر  المرايل - بني فودة - بلحسنات - أهل الكدية -لاطرش- برغلو-حي اولاد بومرداس

## الوديان
يتضمن إقليم هذه البلدية العديد من الوديان منها:
- وادي قورصو

## الرياضة
يوجد في بلدية تيجلابين فريقين رياضيين هما وداد تيجلابين وشباب مرايل تيجلابين يمتلكان فروعا رياضية متعددة لكن الاهتمام الكبير مخصص لرياضة كرة القدم ورغم ذلك لازال الفريقان ينشطان في البطولة الولائية لكرة القدم

## شخصيات
- محمد بويسري
- سالم موحمو

## وصلات أخرى

### وصلات داخلية
- دائرة بومرداس
- ولاية بومرداس

## مواضيع ذات صلة
- بلديات ولاية بومرداس
- دوائر ولاية بومرداس